# La Villedieu-du-Clain
La Villedieu-du-Clain és un municipi francès situat al departament de la Viena i a la regió de la Nova Aquitània. L'any 2007 tenia 1.437 habitants.

## Demografia

### Població
El 2007 la població de fet de La Villedieu-du-Clain era de 1.437 persones. Hi havia 538 famílies de les quals 87 eren unipersonals (50 homes vivint sols i 37 dones vivint soles), 190 parelles sense fills, 224 parelles amb fills i 37 famílies monoparentals amb fills.
La població ha evolucionat segons el següent gràfic:
Habitants censats

### Habitatges
El 2007 hi havia 594 habitatges, 552 eren l'habitatge principal de la família, 15 eren segones residències i 27 estaven desocupats. 565 eren cases i 28 eren apartaments. Dels 552 habitatges principals, 409 estaven ocupats pels seus propietaris, 129 estaven llogats i ocupats pels llogaters i 13 estaven cedits a títol gratuït; 1 tenia una cambra, 9 en tenien dues, 71 en tenien tres, 210 en tenien quatre i 260 en tenien cinc o més. 468 habitatges disposaven pel capbaix d'una plaça de pàrquing. A 209 habitatges hi havia un automòbil i a 314 n'hi havia dos o més.

### Piràmide de població
La piràmide de població per edats i sexe el 2009 era:
| Homes | Edats   | Dones |
| ----- | ------- | ----- |
| 0     | 95 o +  | 0     |
| 0     | 90 a 94 | 4     |
| 8     | 85 a 89 | 0     |
| 4     | 80 a 84 | 16    |
| 16    | 75 a 79 | 8     |
| 28    | 70 a 74 | 32    |
| 24    | 65 a 69 | 20    |
| 36    | 60 a 64 | 36    |
| 20    | 55 a 59 | 44    |
| 60    | 50 a 54 | 32    |
| 44    | 45 a 49 | 64    |
| 48    | 40 a 44 | 68    |
| 48    | 35 a 39 | 40    |
| 48    | 30 a 34 | 64    |
| 32    | 25 a 29 | 40    |
| 56    | 20 a 24 | 28    |
| 40    | 15 a 19 | 48    |
| 52    | 10 a 14 | 24    |
| 24    | 5 a 9   | 48    |
| 52    | 0 a 4   | 52    |

## Economia
El 2007 la població en edat de treballar era de 944 persones, 725 eren actives i 219 eren inactives. De les 725 persones actives 686 estaven ocupades (350 homes i 336 dones) i 39 estaven aturades (14 homes i 25 dones). De les 219 persones inactives 92 estaven jubilades, 80 estaven estudiant i 47 estaven classificades com a «altres inactius».

### Ingressos
El 2009 a La Villedieu-du-Clain hi havia 586 unitats fiscals que integraven 1.519 persones, la mediana anual d'ingressos fiscals per persona era de 18.556 €.

### Activitats econòmiques
Dels 41 establiments que hi havia el 2007, 1 era d'una empresa extractiva, 2 d'empreses alimentàries, 9 d'empreses de construcció, 7 d'empreses de comerç i reparació d'automòbils, 4 d'empreses de transport, 3 d'empreses d'hostatgeria i restauració, 1 d'una empresa financera, 2 d'empreses immobiliàries, 5 d'empreses de serveis, 5 d'entitats de l'administració pública i 2 d'empreses classificades com a «altres activitats de serveis».
Dels 18 establiments de servei als particulars que hi havia el 2009, 1 era una gendarmeria, 1 oficina de correu, 1 una oficina bancària, 1 taller de reparació d'automòbils i de material agrícola, 2 paletes, 3 guixaires pintors, 2 fusteries, 1 lampisteria, 1 electricista, 2 perruqueries, 2 restaurants i 1 agència immobiliària.
Dels 5 establiments comercials que hi havia el 2009, 1 era una botiga de menys de 120 m², 2 fleques, 1 una carnisseria i 1 un drogueria.
L'any 2000 a La Villedieu-du-Clain hi havia 7 explotacions agrícoles.

## Equipaments sanitaris i escolars
L'únic equipament sanitari que hi havia el 2009 era una farmàcia.
El 2009 hi havia 1 escola maternal i 1 escola elemental.

## Poblacions més properes
El següent diagrama mostra les poblacions més properes.